# Aeroportul Mueo
Aeroportul Mueo (IATA: PDC, ICAO: NWWQ) este un aeroport din Franța.
Situat la o altitudine de 2 m, aeroportul dispune de o singură pistă.